# Гейл (місячний кратер)
Гейл — це порівняно молодий місячний метеоритний кратер, розташований у південній частині Місяця. Більш як половина кратерів розташовані на зворотному боці Місяця, а саме цей кратер з Землі можна розгледіти лише збоку. Тож найкраще розгледіти кратер Гейл можливо лише з орбіти, звідки відкриваються найдрібніші деталі на його поверхні. Найближчим до нього відомим кратером є Векслер на півночі. На сході, на зворотному боці Місяця, розташована велетенська рівнина Шредінгер, оточена кільцевим валом. На півдні розташований кратер Демонакс.
Кільцевий вал кратера Гейл добре зберігся, містить мало ознак пізніших метеоритних ударів, але має дещо неправильний, вищерблений периметр. Внутрішня поверхня має багаторівневі тераси із деякими ознаками зсувів. Дно кратера плоске із лише кількома невеличкими міні-кратерами. Ближче до центру кратера розташована комплексна центральна вершина із додатковим незначним підвищенням на північ від неї.

## Сателітні кратери
На місячних картах такі об'єкти ідентифікують шляхом додавання великої латинської літери до назви головного кратера.
| Гейл | Широта  | Довгота | Діаметр |
| ---- | ------- | ------- | ------- |
| Q    | 76.5° S | 83.1° E | 24 км   |

## Галерея
|                                                         |
| Вид на кратер Гейл з північного боку. Знімок Apollo 15. |

|                                 |
| Малюнок місячного кратера Гейл. |